# Leptinotarsa texana
Espèce
Leptinotarsa texana, appelé Texas false potato beetle, (« faux doryphore du Texas») aux États-Unis,  est une espèce d'insectes coléoptères de la famille des Chrysomelidae, originaire d'Amérique du Nord, qui se nourrit sur des plantes de la famille des Solanaceae. C'est un proche parent du doryphore, avec lequel il peut être confondu, mais contrairement à ce dernier, ce n'est pas un ravageur des cultures de pomme de terre.

## Distribution
L'aire de répartition naturelle de cette espèce s'étend du sud du Texas (États-Unis) au Mexique.
Il été introduit en Afrique du Sud en 1992, en même temps que Leptinotarsa defecta, afin de lutter contre une espèce de plante envahissante Solanum elaeagnifolium.

## Plantes hôtes
La principale plante hôte de ce coléoptère est Solanum elaeagnifolium.